# (724) Hapag
(724) Hapag es un asteroide perteneciente al cinturón de asteroides descubierto el 21 de octubre de 1911 por Johann Palisa desde el observatorio de Viena, Austria.
El nombre está formado por las iniciales de Hamburg-Amerika Paketfahrt Aktien-Gesellschaft.

## Recuperación
Hapag estuvo perdido hasta el 8 de noviembre de 1988 cuando S. Nakano lo identificó con 1988 VG2, un objeto descubierto por T. Hioki y N. Kawasato.